# Виноделие в Австрии

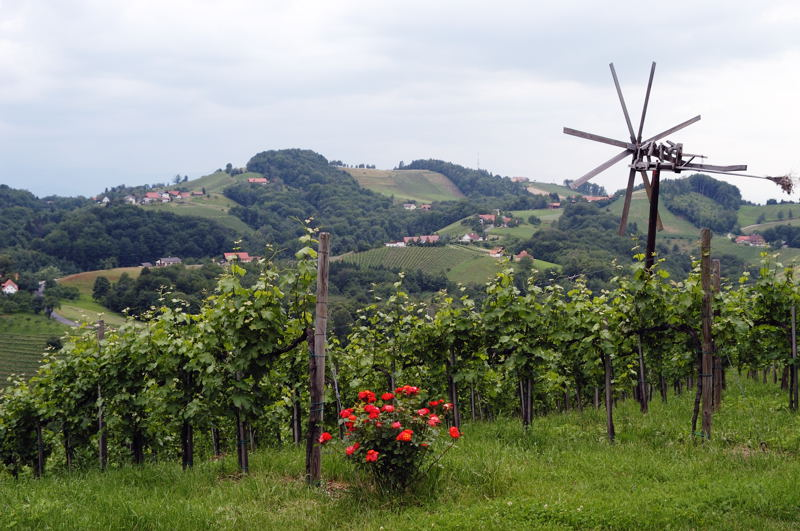
Виноградники на юге Штирии

Виноделие в Австрии ассоциируется с производством сухих белых вин, преимущественно из винограда сорта грюнер-вельтлинер. Около 30 % австрийских вин — это красные ординарные (столовые и марочные) вина, выработанные главным образом из винограда сорта цвайгельт. В среднем ежегодно производится 2,3 миллиона гектолитров вина, большая часть которого потребляется внутри страны.

## История
Первое упоминание о виноделии в Австрии и относят к VII веку до н. э. Основоположниками являются кельты, которые уже в то время занимались примитивными формами виноградарства в Бургенланде и Штирии. Расширение площадей, отведённых под виноградные лозы, началось с приходом римлян.
Свой вклад в развитие виноделия в Австрии внёс Карл Великий, который вёл кадастр виноградарства, организовывал образцовые виноградники, а также проводил упорядочение сортов вина.
В эпоху Средневековья важную роль в распространении виноградарства играли монастыри, способствовавшие формированию традиций виноделия и стилей австрийских вин. А в 1526 году появилось первое документальное упоминание об австрийском вине («вино Лютера»).
Различные и нередкие войны XV—XVI веков, чрезмерно высокие таможенные налоги и сборы привели к упадку австрийского виноделия. Однако в XVIII веке в связи с принятием новых законов, виноделие стало возрождаться. В это же время в Австрии открываются первые хойригеры — заведения, продающие вина собственного производства.
Постепенно вина Австрии начинают появляться на мировом рынке, однако холодные зимы и грибковые болезни винограда в XIX веке существенно сократили винное производство. Лишь после Второй мировой войны австрийское виноделие вновь стало заметно развиваться благодаря техническому переоснащению отрасли. И, начиная с 50-х годов XX века, виноградарство Австрии переходит на промышленный уровень, начинают использоваться искусственные удобрения, гербициды, пестициды и другие технологические достижения в сельском хозяйстве.
На развитие виноделия в Австрии положительно повлиял, как бы ни противоречиво это звучало, «австрийский винный скандал» 1985 года. Суть его в том, что некоторые австрийские виноделы для улучшения качества вина стали добавлять в него диэтиленгликоль (компонент антифриза). Многие зарубежные рынки оказались закрытыми для экспорта на долгие годы. Но со временем скандал забылся, а для австрийских производителей это послужило хорошим уроком.
Общая площадь плодоносящих виноградников Австрии составляет около 51 тыс. гектаров. Большинство из них расположено на востоке и юго-востоке страны. Соотношение белых и красных вин однозначно говорит о том, что белых вин в Австрии значительно больше 70 % от общей площади виноградников занято 22 сортами белого винограда, из которого, согласно закону, можно производить качественные вина. В то время как площади, занимаемые красным виноградом (13 сортов вина), возросли в последние годы до 30 %.

## Климат и почвы
Винодельческие регионы Австрии находятся в зоне умеренного континентального климата и примерно соответствуют расположению французской Бургундии. Для большинства данных регионов характерно тёплое лето и мягкая осень.
Здесь наблюдаются большие контрасты рельефа — от низменностей до снеговых гор, которые обуславливают вертикальную зональность климата, почв, растительности. На низменных северо-восточной и восточной окраинах Австрии климат умеренно-теплый. Тепла достаточно для вызревания винограда, засухи случаются редко. Вверх по долине Дуная влажность повышается, виноградники исчезают, но и здесь ещё довольно тепло и солнечно. С поднятием в горы увеличивается количество осадков. Виноградники Австрии располагаются на различных видах почв, преобладают сланцевые, гравийные, глинисто-кварцевые (лёсс), известковые.

## Культивируемые сорта винограда
По состоянию на начало 2019 года, белые сорта винограда занимают ровно две трети площадей виноградников, а красные сорта — ещё одну треть.
Наиболее популярные белые сорта, и занимаемая доля виноградников по состоянию на начало 2019 года:

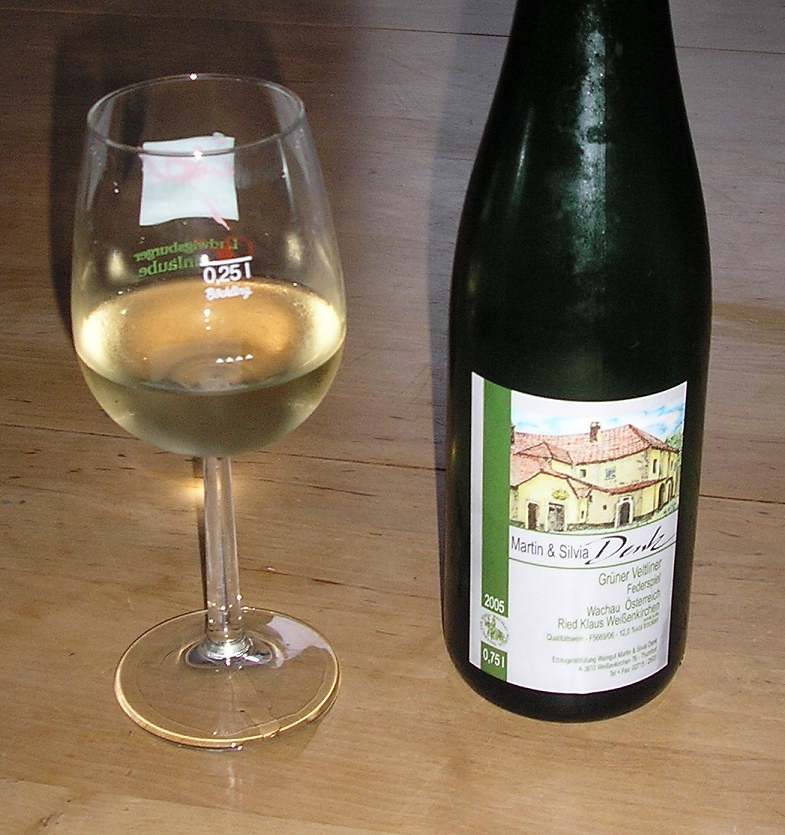
Грюнер Вельтлинер

- Грюнер Вельтлинер (нем. Grϋner Veltliner) — 31,0 %

Этот высокоурожайный сорт является ведущим в Австрии. Вино из Грюнер Вельтлинера получается лёгким и живым с фруктово-пряными нотами.
- Вельшрислинг (нем. Welchriesling) — 7,2 %

Это второй после Грюнер Вельтлинера виноград в Австрии. Из Вельшрислинга получаются лёгкие вина с фруктово-ягодными тонами, пряными нотами и приятной кислинкой.
- Рислинг (нем. Riesling) — 4,3 %
- Пино-блан (нем. Weißburgunder) — 4,2 %
- Мюллер-Тургау (нем. Müller-Thurgau) — 3,8 %
- Шардоне (нем. Chardonnay) — 3,5 %
- Совиньон-блан (нем. Sauvignon Blanc) — 2,7 %
- Мускателлер (нем. Muskateller) — 1,9 %
- Полевая смесь (нем. Gemischter Satz, читается Гемиштер Затц, буквально Смешанный состав) — 1,4 %
- Нойбургер (нем. Neuburger) — 1,1 %

Данный сорт получился в результате скрещивания сортов Ротер Вельтлинер (Roter Veltliner) и Сильванер (Sylvaner). Вина демонстрируют сбалансированный, сдержанный аромат с привкусом ореха. Обладают мягким насыщенным вкусом.
Наиболее популярные красные сорта, и занимаемая ими доля виноградников по состоянию на начало 2019 года:
- Цвайгельт (нем. Zweigelt) — 13,8 %

Данный сорт получился в результате скрещивания сортов Сен Лоран (Sankt Laurent) и Блауфранкиш (Blaufränkisch). Для него характерен глубокий тёмный цвет и густой аромат вишни. Большинство Цвайгельтов пьются молодыми и ценятся за яркую фруктовость.
- Блауфранкиш (нем. Blaufränkisch) — 6,5 %

Для сорта Блауфранкиш характерны ароматы черных фруктов и ягод с оттенками ежевики и кислой вишни, иногда с минеральными нотами.
- Блауэр Португизер (нем. Blauer Portugieser) — 2,7 %
- Блаубургер (нем. Blauburger) — 1,6 %
- Мерло (нем. Merlot) — 1,6 %
- Сен-Лоран (нем. Sankt Laurent) — 1,6 %
- Каберне-совиньон (нем. Cabernet Sauvignon) — 1,3 %
- Пино-нуар (нем. Pinot Noir) — 1,3 %
- Блауэр Вильдбахер (нем. Blauer Wildbacher) — 1,0 %

## Винодельческие регионы
Почти все виноградники Австрии находятся на востоке страны, большинство из которых в землях Нижняя Австрия и Бургенланд. Небольшие участки с виноградниками расположены также в землях Штирия и Вена. 
Эти четыре основных винодельческих региона разделены на 17 округов:
1. Вахау (памятник всемирного наследия)
2. Кремсталь
3. Кампталь
4. Трайзенталь
5. Ваграм (бывший Донауланд)
6. Вайнфиртел
7. Карнунтум
8. Терменрегион
9. Нойзидлерзее
10. Лейтаберг
11. Розалия
12. Центральный Бургенланд
13. Айзенберг
14. Вена
15. Вулканланд Штирия
16. Южная Штирия
17. Западная Штирия

## Классификация вин
С 1973 года вина классифицируют по системе, подобной той, что используется для классификации немецких вин, определяющим критерием является содержание сахара в сусле, которое отражено в Клостернойбургской таблице (Klosterneuburger Mostwaage — KMW):
- Tafelwein (Тафельвайн) — столовые вина. Самая массовая категория австрийских вин, обычно производятся из смеси виноматериалов, собранных в пределах ЕС.
- Landwein (Ландвайн) — местные вина. Данные вина производятся только из винограда определённой винодельческой области и имеют более высокое содержание сахара и алкоголя по сравнению со столовыми винами.
- Qualitätswein (Квалитетсвайн) — марочные вина. Данное вино должно быть произведено в отдельном винодельческом районе, указанном на этикетке, и при этом демонстрировать лучшие качества определённых сортов винограда, из которых изготовлено. Вина этой категории подвергаются специальным дегустациям, им присваивается особый код.
- Prädikatswein (Предикатсвайн) — высококачественные вина определённой (установленной) зрелости. При производстве данных вин шаптализация (добавление сахара в сусло для повышения содержания спирта в вине) запрещена. Эти вина в зависимости от содержания сахара и технологии изготовления делятся на следующие категории[5]:
  - Spätlese (Шпетлезе) — отборные вина. Вина из полностью созревшего винограда позднего сбора.
  - Auslese (Ауслезе) — вина из тщательно отсортированного по степени зрелости винограда позднего сбора (несозревшие или поврежденные ягоды удаляют).
  - Beerenauslese (Беренауслезе) — сладкие вина из отобранных повядших ягод винограда, пораженных благородной плесенью.
  - Eiswein (Айсвайн) — «ледяное вино». В процессе сбора и отжима виноградные гроздья должны находиться в подмороженном состоянии.
  - Strohwein (Штровайн) — «соломенное жёлтое вино». Производится из ягод, которые минимум в течение трёх месяцев хранились на соломе или камыше, вывешивались на верёвках и сушились на воздухе.